# 貞明公主
貞明公主（ていめいこうしゅ、チョンミョンコンジュ、정명공주、万暦31年5月19日（1603年6月27日） - 康熙24年8月10日（1685年9月8日））は、李氏朝鮮の第14代国王宣祖と仁穆王后の娘。宣祖にとって、唯一の嫡女。また書道家としても有名だった。
第22代国王正祖から第24代国王憲宗は、彼女の血を引いている（正祖の生母の恵慶宮洪氏は、次男の洪萬容の玄孫に当たる）。また、正祖の側近の洪国栄、元嬪洪氏も彼女の血を引く（三男の洪萬衡の来孫に当たる）。そして、憲宗の母の神貞王后も子孫の一人である（曾祖母が恵慶宮の叔母にあたる為）。

## 生涯
1603年、宣祖と仁穆王后の娘として生まれる。また、唯一の嫡女であることから、同じく唯一の嫡男で弟の永昌大君と溺愛される。
しかし永昌大君の誕生が災いの元となり、やがて正室所生の永昌大君を推す小北派と側室所生の31歳上の異母兄の光海君を推す大北派が国王の座を巡って対立する。1608年、父の宣祖が次期国王を決めずに崩御。永昌大君が2歳ということから光海君が即位し、小北派は一掃され、母と共に慶運宮に幽閉され、弟とも離された。1614年、永昌大君が幽閉先の江華島で殺されてしまう。祖父の金悌男が賜薬に処され、母の親族も処刑や流罪にされた。さらに母は大妃の地位を廃されて側室の身分に降格、西宮（ソグン）と呼ばれた。幽閉中は、母を慰めるために書道に励んだ。
1623年3月13日、宮廷クーデターが発生（仁祖反正）、仁穆王后と公主は綾陽君（後の仁祖）を推す西人派によって、解放と共に名誉を回復。しかし、貞明公主は当時20歳で、結婚適齢期を過ぎていたため、夫選びを実施した。全国から集まった9人の婚姻候補者の中から洪霙（ホン・ヨン、こう えい）の息子の永安尉洪柱元（ホン・ジュウォン、こう しゅげん、1606年 - 1672年）と婚姻する。さらに母の仁穆王后の依頼で、仁祖から広大な屋敷と土地を与えられた。その後、夫の洪柱元とは良好な関係を築いていき、7男1女を儲けた。
夫の洪柱元は、1672年に66歳で亡くなった。1685年8月10日、彼女は83歳で死去した。彼女は、6人の王の時代を生き抜き、朝鮮一長寿の王女となった。

## 家族
- 父：宣祖
- 母：仁穆王后（1584年 - 1632年）
- 妹：公主（1604年、早世）
- 弟：永昌大君（1608年 - 1614年）
- 夫：永安尉 洪柱元（1606年 - 1672年）

### 子女
- 長男：洪台望（1625年 - 没年不詳）
- 次男：礼曹判書 貞簡公 洪萬容（朝鮮語版）（1631年 - 1692年）
  - 妻：礪山宋氏
  - 玄孫：洪鳳漢（朝鮮語版）（1713年 - 1778年）
  - 来孫：恵慶宮洪氏（1735年 - 1815年）
- 三男：史曹左郞 洪萬衡（朝鮮語版）（1633年 - 1670年）
  - 妻：驪興閔氏
  - 昆孫：洪国栄（1748年 - 1781年）
- 四男：洪萬熙（1635年 - 1670年）
- 五男：洪台亮（1637年 - 没年不詳）
- 六男：洪台六（1641年 - 没年不詳）
- 七男：洪萬懐（1643年 - 1710年）
- 長女：洪台妊（1641年 - 没年不詳）

## 登場作品
- 『華政』（2015年、MBC）演：イ・ヨニ